# Polnisch-Litauisch-Deutscher Krieg
Der Polnisch-Litauisch-Deutsche Krieg fand zwischen 1409 und 1411 zwischen dem Deutschen Ritterorden und dem Königreich Polen sowie seinem Verbündeten, dem Großfürstentum Litauen statt. Ausgelöst durch einen Aufstand in Samogitien begann der Krieg im August 1409 mit einem Einmarsch der Deutschordensritter in Polen. Da keine der beiden Seiten für einen umfassenden Krieg bereit war, vermittelte Wenzel IV. von Böhmen einen neunmonatigen Waffenstillstand.
Nachdem der Waffenstillstand im Juni 1410 ausgelaufen war, wurden die Ritter in der Schlacht bei Tannenberg, einer der bedeutendsten Schlachten des mittelalterlichen Europas, entscheidend geschlagen. Der größte Teil der Führung des Deutschen Ordens wurde getötet oder gefangen genommen. Trotz ihrer Niederlage hielten die Deutschordensritter der Belagerung ihrer Marienburg stand und erlitten im Frieden von Thorn (1411) nur geringe Gebietsverluste. Die territorialen Streitigkeiten dauerten bis zum Frieden vom Melnosee (1422).
Die Deutschordensritter erlangten jedoch nie wieder ihre frühere Macht, und die finanzielle Belastung durch die Kriegsreparationen führte zu internen Konflikten und wirtschaftlichem Niedergang in ihren Ländern. Der Krieg verschob das Machtgleichgewicht in Mitteleuropa und markierte den Aufstieg der polnisch-litauischen Union zur dominierenden Macht in der Region.

## Hintergrund

Polen und Litauen (1386–1434)

Im Jahr 1230 zog der Deutsche Ritterorden, ein militärischer Kreuzritterorden, in das Kulmerland (heute in der Woiwodschaft Kujawien-Pommern) und startete auf Ersuchen von Konrad I., dem Herzog von Masowien, die Preußenfahrt gegen die heidnischen Prußen. Mit Unterstützung des Papstes und des Kaisers des Heiligen Römischen Reiches eroberten und bekehrten der Orden die Prußen in den 1280er Jahren und wandten sich dem Großfürstentum Litauen zu, einer der letzten Hochburgen des Heidentums in Europa. Etwa hundert Jahre lang kämpften die Ritter im Litauerkreuzzug und plünderten die litauischen Gebiete, insbesondere Samogitien, da es die Ritter in Preußen von ihrem Zweig in Livland trennte. Die Litauer gaben Samogitien erstmals während des litauischen Bürgerkriegs (1381–84) im Vertrag von Dubysa auf.
Im Jahr 1385 machte Großherzog Jogaila von Litauen der regierenden Königin Polens Hedwig von Anjou mit der Union von Krewo einen Heiratsantrag. Jogaila konvertierte zum Christentum und wurde als Władysław II. Jagiełło zum König von Polen gekrönt, wodurch eine Personalunion zwischen dem Königreich Polen und dem Großfürstentum Litauen entstand. Mit dem durch die Union vereinbarten Übertritt Litauens zum Christentum entfiel die religiöse Legitimation für die Aktivitäten des Ordens in diesem Gebiet. Die Ritter reagierten darauf, indem sie die Aufrichtigkeit von Jogailas Bekehrung bestritten und diese Vorwürfe vor die Päpstliche Familie brachten. Die territorialen Streitigkeiten über Samogitien, das seit dem Frieden von Raciąż 1404 in deutscher Hand war, dauerten an. Polen hatte territoriale Ansprüche gegen die Ritter im Dobriner Land und Danzig (Gdańsk), aber die beiden Parteien waren seit dem Vertrag von Kalisch (1343) weitgehend im Frieden miteinander. Der Konflikt war auch durch Handelserwägungen motiviert, denn die Ritter kontrollierten die Unterläufe der drei größten Flüsse (Memel, Weichsel und Düna).

## Geschichte

### Verlauf des Krieges

#### Aufstand, Krieg und Waffenstillstand
Im Mai 1409 kam es zu einem Aufstand im von den Orden gehaltenen Samogitien. Litauen unterstützte den Aufstand und die Ritter drohten in Reaktion darauf mit einem Angriff. Polen kündigte seine Unterstützung für die litauische Sache an und drohte im Gegenzug mit einer Invasion Preußens. Der Deutschordenshochmeister Ulrich von Jungingen erklärte am 6. August 1409 dem Königreich Polen und dem Großherzogtum Litauen den Krieg. Der Orden hofften, Polen und Litauen getrennt besiegen zu können, und begannen mit der Invasion Großpolens und Kujawiens, wobei sie die Polen überraschten. Die Ritter brannten die Burg Dobrin (Dobrzyń nad Wisłą) nieder, nahmen Bobrowniki nach vierzehntägiger Belagerung ein, eroberten Bydgoszcz (Bromberg) und plünderten mehrere Städte. Die Polen organisierten Gegenangriffe und eroberten Bydgoszcz zurück. Die Samogitier griffen Memel (Klaipėda) an. Keine der beiden Seiten war jedoch für einen umfassenden Krieg bereit.
Wenzel von Böhmen erklärte sich bereit, den Streit zu schlichten. Am 8. Oktober 1409 wurde ein Waffenstillstand unterzeichnet, der am 24. Juni 1410 auslaufen sollte. Beide Seiten nutzten diese Zeit, um sich auf die Entscheidungsschlacht vorzubereiten, Truppen zu versammeln und diplomatische Manöver zu unternehmen. Beide Seiten schickten Briefe und Gesandte, in denen sie sich gegenseitig verschiedener Vergehen und Bedrohungen für die Christenheit beschuldigten. Wenzel, der von den Rittern ein Geschenk von 60.000 Gulden erhalten hatte, erklärte, dass Samogitien rechtmäßig den Rittern gehöre und nur das Dobriner Land an Polen zurückgegeben werden sollte. Die Ritter zahlten auch 300.000 Dukaten an Sigismund von Ungarn, der Ambitionen auf das Fürstentum Moldau hatte, für seine militärische Unterstützung. Sigismund versuchte, das polnisch-litauische Bündnis zu brechen, indem er Jogailas Vetter Großfürst Vytautas die Königskrone anbot; die Annahme durch Vytautas würde gegen die Bedingungen des Vertrag von Ostrowo verstoßen und sollte zu einem polnisch-litauischen Zwist führen, was jedoch scheiterte. Zur gleichen Zeit gelang es Vytautas, einen Waffenstillstand mit dem Livländischen Orden zu erreichen.

#### Vormarsch in Preußen

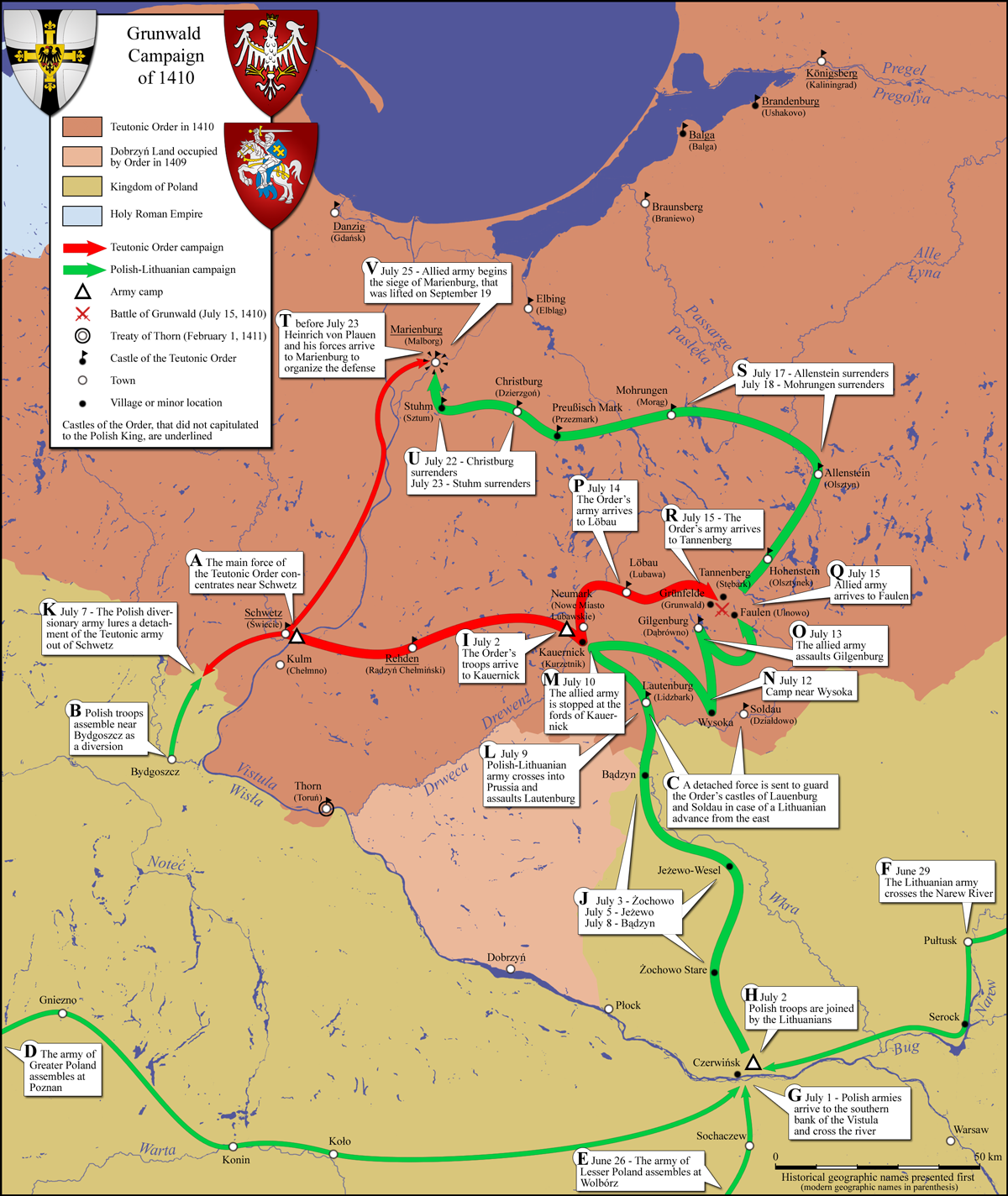
Heeresbewegungen während des Feldzugs nach Tannenberg

Im Dezember 1409 hatten sich Jogaila und Vytautas auf eine gemeinsame Strategie geeinigt: Ihre Armeen sollten sich zu einer einzigen großen Streitmacht zusammenschließen und gemeinsam gegen Marienburg (Malbork), den Sitz des Deutschen Ordens, marschieren. Die Ritter, die eine defensive Position eingenommen hatten, rechneten nicht mit einem gemeinsamen Angriff und bereiteten sich auf eine getrennte Invasion vor – von den Polen entlang der Weichsel in Richtung Danzig und von den Litauern entlang der Memel in Richtung Ragnit (Neman). Zur Vorbereitung darauf, konzentrierte Ulrich von Jungingen seine Truppen in Schwetz (Świecie), einem zentralen Standort, von dem aus die Truppen auf eine Invasion aus allen Richtungen relativ schnell reagieren konnten. Um die Pläne geheim zu halten und die Ritter in die Irre zu führen, organisierten Jogaila und Vytautas mehrere Raubzüge in die Grenzgebiete und zwangen die Ritter, ihre Truppen vor Ort zu halten.
Die erste Etappe des Tannenberg-Feldzugs bestand darin, alle polnisch-litauischen Truppen in Czerwinsk zu versammeln, einem vorgesehenen Treffpunkt etwa 80 km von der preußischen Grenze entfernt, wo die gemeinsame Armee die Weichsel über eine schwimmende Brücke überquerte. Dieses Manöver, das Präzision und eine intensive Koordinierung der multiethnischen Streitkräfte erforderte, wurde innerhalb von etwa einer Woche, vom 24. bis 30. Juni 1410, durchgeführt. Nach dem Übergang schlossen sich die masowischen Truppen unter Siemowit IV. und Janusz I. dem polnisch-litauischen Heer an. Am 3. Juli begann der Marsch der verstärkten Truppe nach Norden in Richtung Marienburg. Die preußische Grenze wurde am 9. Juli überschritten. Sobald Ulrich von Jungingen die polnisch-litauischen Absichten begriffen hatte, ließ er 3.000 Mann unter Heinrich von Plauen in Schwetz zurück. und marschierte mit den Hauptkräften, um eine Verteidigungslinie am Fluss Drewenz (Drwęca) bei Kauernik (Kurzętnik) zu errichten. Am 11. Juli beschloss Jogaila, den Fluss nicht an einer so gut zu verteidigenden Stelle zu überqueren. Die Armee umging stattdessen die Flussüberquerung, indem sie sich nach Osten, zu den Quellen hin, wandte, wo keine anderen größeren Flüsse seine Armee von Marienburg trennten. Das Ordensheer folgte dem Fluss Drewenz nach Norden, überquerte ihn bei Löbau (Lubawa) und zog dann parallel zum polnisch-litauischen Heer nach Osten. Letztere verwüstete das Dorf Gilgenburg (Dąbrówno). Von Jungingen war über die Gräueltaten so erzürnt, dass er schwor, die Eindringlinge im Kampf zu besiegen.

#### Schlacht bei Tannenberg

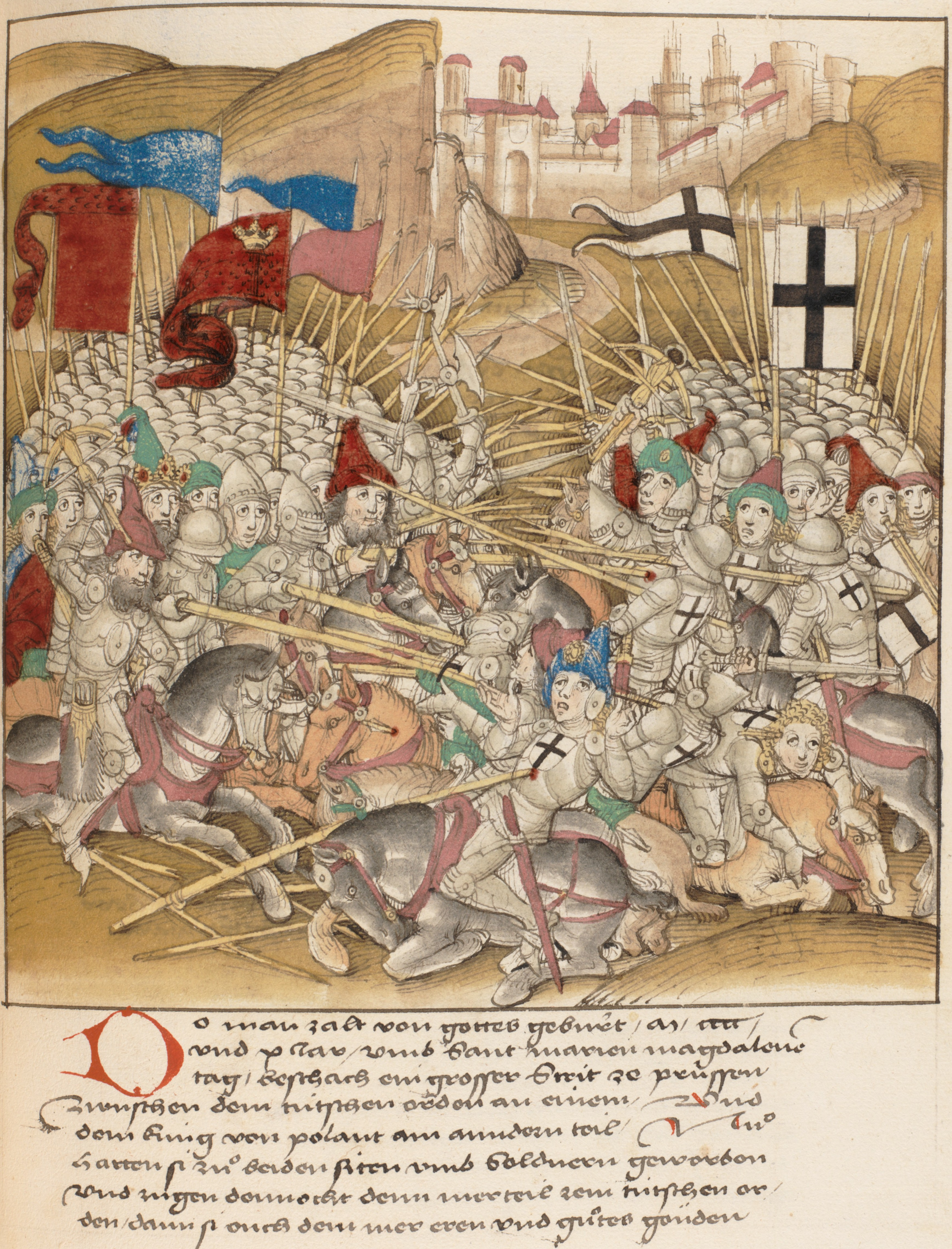
Die Schlacht, wie sie in der Berner Chronik von Diebold Schilling dargestellt ist

Die Schlacht bei Tannenberg fand am 15. Juli 1410 zwischen den Dörfern Grunwald, Tannenberg (Stębark) und Ludwigsdorf (Łodwigowo) statt. Moderne Schätzungen der Anzahl der beteiligten Truppen reichen von 16.500 bis 39.000 polnisch-litauischen Truppen und 11.000 bis 27.000 Deutschordensrittern. Das polnisch-litauische Heer war eine Mischung aus verschiedenen Nationalitäten und Religionen: Die römisch-katholischen polnisch-litauischen Truppen kämpften Seite an Seite mit heidnischen Samogitiern, orthodoxen Ruthenen und muslimischen Tataren, entsendet von der verbündeten Goldenen Horde. Über 20 verschiedene Völker, wobei die meisten der Kämpfer aus deutschen Ländern stammten, schlossen sich der Seite der Deutschordensritter an.
Die Litauer griffen zuerst an, doch nach mehr als einer Stunde schwerer Kämpfe trat die litauische leichte Kavallerie den vollständigen Rückzug an. Der Grund für den Rückzug – ob es sich um einen Rückzug der besiegten Truppen oder um ein geplantes Manöver handelte – bleibt Gegenstand wissenschaftlicher Debatten. Schwere Kämpfe zwischen polnischen und deutschen Truppen begannen und erreichten sogar das königliche Lager von Jogaila. Ein Ritter stürmte direkt auf König Jogaila zu, der von Zbigniew Oleśnicki gerettet wurde. Die Litauer kehrten in die Schlacht zurück. Als Großmeister von Jungingen versuchte, die litauischen Linien zu durchbrechen, wurde er getötet. Umzingelt und führerlos begannen die Ordensritter, sich in ihr Lager zurückzuziehen, in der Hoffnung, dort eine defensive Wagenburg zu errichten. Die Verteidigung wurde jedoch bald durchbrochen, und das Lager wurde verwüstet. Augenzeugenberichten zufolge starben so mehr Ritter als auf dem Schlachtfeld.
Die Niederlage der Deutschordensritter war vernichtend. Etwa 8.000 Soldaten wurden getötet und weitere 14.000 wurden gefangen genommen. Die meisten Ordensbrüder wurden getötet, darunter auch der größte Teil der Führung des Ordens. Der ranghöchste Ordensritter, der der Schlacht entkam, war Werner von Tettingen, Komtur von Elbing (Elbląg). Die meisten der gefangenen Bürger und Söldner wurden kurz nach der Schlacht unter der Bedingung freigelassen, dass sie sich am 11. November 1410 in Krakau melden. Die Adligen wurden in Gefangenschaft gehalten, und für jeden wurden hohe Lösegelder verlangt.

#### Belagerung der Marienburg

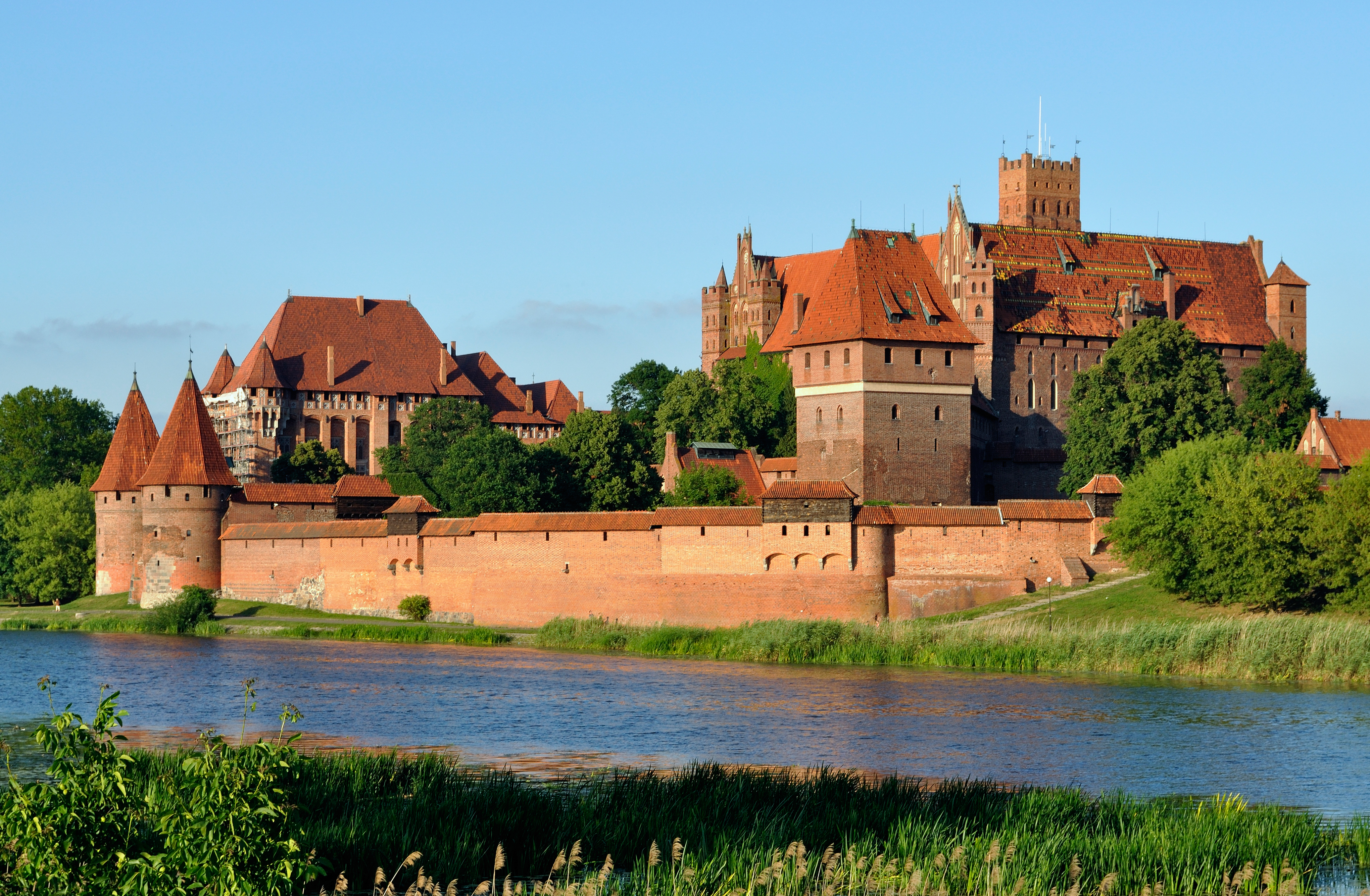
Burg Marienburg, Sitz des Deutschen Ordens

Nach der Schlacht verzögerten die polnischen und litauischen Truppen ihren Angriff auf die Marienburg, indem sie drei Tage lang auf dem Schlachtfeld blieben und dann durchschnittlich nur etwa 15 km pro Tag marschierten. Die Hauptstreitkräfte erreichten die stark befestigte Marienburg erst am 26. Juli. Diese Verzögerung gab Heinrich von Plauen genügend Zeit, um eine Verteidigung zu organisieren. Der polnische Historiker Paweł Jasienica spekulierte, dass dies möglicherweise ein absichtlicher Schachzug von Jogaila war, der es zusammen mit Vytautas vorzog, den gedemütigten, aber nicht zu stark dezimierten Orden im Spiel zu halten, um das Kräftegleichgewicht zwischen Polen (das im Falle einer totalen Niederlage höchstwahrscheinlich den größten Teil der Ordensbesitzungen erhalten würde) und Litauen nicht zu stören; aber der Mangel an Primärquellen schließt eine endgültige Klärung aus.
In der Zwischenzeit schickte Jogaila seine Truppen auch in andere deutsche Festungen, die sich meist ohne Widerstand ergaben, einschließlich der Stadt Danzig, Thorn (Toruń) und Elbing (Elbląg). Nur acht Burgen blieben in deutscher Hand. Die polnischen und litauischen Belagerer der Marienburg waren nicht auf eine langfristige Belagerung vorbereitet und litten unter Munitionsmangel, niedriger Moral und einer Ruhr-Epidemie. Die Ritter baten ihre Verbündeten um Hilfe, und Sigismund von Ungarn, Kaiser Wenzel von Böhmen, und der Livländische Orden versprachen Hilfe und Verstärkung. Die Belagerung der Marienburg wurde am 19. September beendet. Die polnisch-litauischen Truppen ließen ihre Garnisonen in den eroberten Festungen zurück und gingen nach Hause. Die Ritter eroberten jedoch schnell die meisten Burgen zurück. Ende Oktober befanden sich nur noch vier Burgen entlang der Grenze in polnischer Hand. Jogaila stellte ein neues Heer auf und fügte den Rittern am 10. Oktober 1410 bei Koronowo eine weitere Niederlage zu. Nach weiteren kurzen Gefechten kamen beide Seiten überein, Friedensverhandlungen zu führen.

## Nachwirkungen

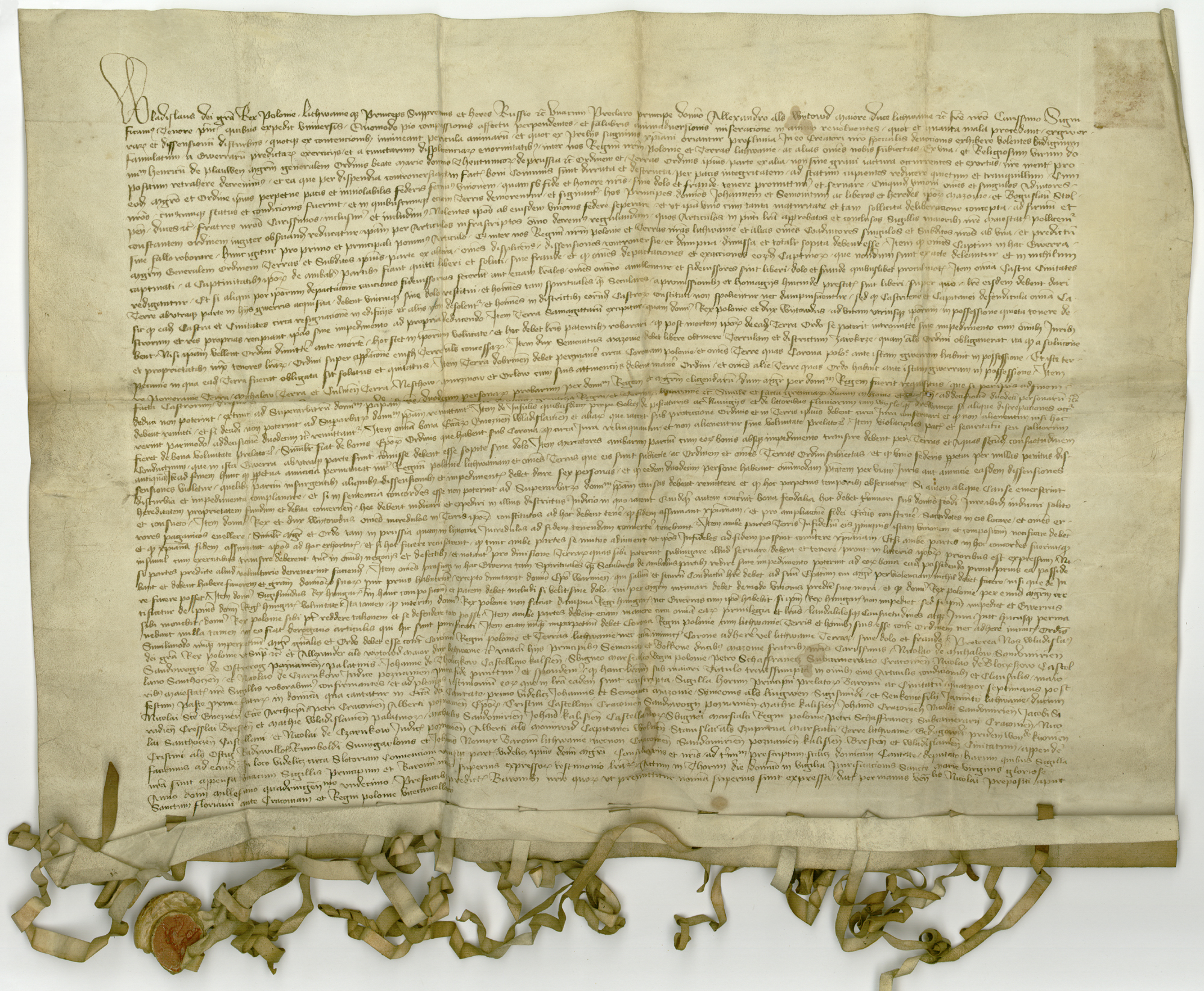
Friedensvertrag von Thorn

Der Erste Frieden von Thorn wurde am 1. Februar 1411 unterzeichnet. Darin traten die Ritter das Dobriner Land an Polen ab und erklärten sich bereit, auf ihre Ansprüche auf Samogitien zu Lebzeiten von Jogaila und Vytautas zu verzichten, obwohl noch zwei weitere Kriege (der Hungerkrieg von 1414 und der Gollub-Krieg von 1422) geführt werden sollten, bevor der Friede vom Melnosee die territorialen Streitigkeiten endgültig löste. Die Polen und Litauer waren nicht in der Lage, den militärischen Sieg in größere territoriale oder diplomatische Gewinne umzusetzen. Der Friede von Thorn brachte jedoch eine schwere finanzielle Belastung für die Ritter mit sich, von der sie sich nie erholten. Sie mussten eine Entschädigung in Silber zahlen, die auf das Zehnfache des Jahreseinkommens des Königs von England geschätzt wurde, und zwar in vier jährlichen Raten. Um die Zahlungen zu leisten, nahmen die Ritter Kredite auf, beschlagnahmten Gold und Silber von den Kirchen und erhöhten die Steuern. Zwei große preußische Städte, Danzig und Thorn, lehnten sich gegen die Steuererhöhungen auf. Nach der Niederlage bei Tannenberg verfügte der Deutsche Orden nur noch über wenige Truppen, um seine verbliebenen Gebiete zu verteidigen. Da sowohl Polen als auch Litauen nun christliche Länder waren, hatte der Ritterorden Schwierigkeiten, neue Freiwillige als Kreuzfahrer zu rekrutieren. Die Hochmeister mussten sich daraufhin auf Söldnertruppen stützen, was sich als kostspielige Belastung für ihr ohnehin schon belastete Budget erwies. Die internen Konflikte, der wirtschaftliche Niedergang und die Steuererhöhungen führten zu Unruhen und zur Gründung des Preußischen Bunds 1441. Dies wiederum führte zu einer Reihe von Konflikten, die im Dreizehnjährigen Krieg (1454) gipfelten.

## Bibliografie
- Eric Christiansen: The Northern Crusades. 2nd Auflage. Penguin Books, 1997, ISBN 0-14-026653-4 (archive.org).
- Sven Ekdahl: The Military Orders: History and Heritage. Hrsg.: Victor Mallia-Milanes. Band 3. Ashgate Publishing, Ltd., 2008, ISBN 978-0-7546-6290-7, The Battle of Tannenberg-Grunwald-Žalgiris (1410) as reflected in Twentieth-Century monuments (google.com).
- Zenonas Ivinskis: Lietuvos istorija iki Vytauto Didžiojo mirties. Lietuvių katalikų mokslo akademija, Rome 1978, OCLC 464401774 (litauisch).
- Mečislovas Jučas: The Battle of Grünwald. National Museum Palace of the Grand Dukes of Lithuania, Vilnius 2009, ISBN 978-6-09950745-3.
- Zigmantas Kiaupa, Jūratė Kiaupienė, Albinas Kuncevičius: The History of Lithuania Before 1795. Lithuanian Institute of History, Vilnius 2000, ISBN 9986-810-13-2.
- Stephen M. Kuczynski: The Great War with the Teutonic Knights in the years 1409–1411. Ministry of National Defence, 1960, OCLC 20499549 (google.com).
- Е. А. Разин: История военного искусства XVI – XVII вв. Band 3. Издательство Полигон, 1999, ISBN 5-89173-041-3 (russisch).
- Stephen Turnbull: Tannenberg 1410: Disaster for the Teutonic Knights (= Campaign Series. Band 122). Osprey, London 2003, ISBN 978-1-84176-561-7.
- Daniel Stone: The Polish-Lithuanian state, 1386–1795. University of Washington Press, 2001, ISBN 978-0-295-98093-5 (google.com).
- William Urban: Tannenberg and After: Lithuania, Poland and the Teutonic Order in Search of Immortality. Revised Auflage. Lithuanian Research and Studies Center, Chicago 2003, ISBN 0-929700-25-2.